# Eunica
Eunica  es un género de lepidópteros perteneciente a la familia Nymphalidae. Es originaria de los Neotrópicos.

## Especies
- Eunica alcmena (Doubleday, 1847).Eunica alcmena
- Eunica alpais (Godart, 1824).
- Eunica amelia (Cramer, 1777).
- Eunica anna (Cramer).
- Eunica bechina (Hewitson, 1852).
- Eunica brunnea (Hewitson, 1852).
- Eunica caelina (Godart, 1824).
- Eunica caralis Hewitson, 1857.
- Eunica careta Hewitson.
- Eunica carias Hewitson, 1867.

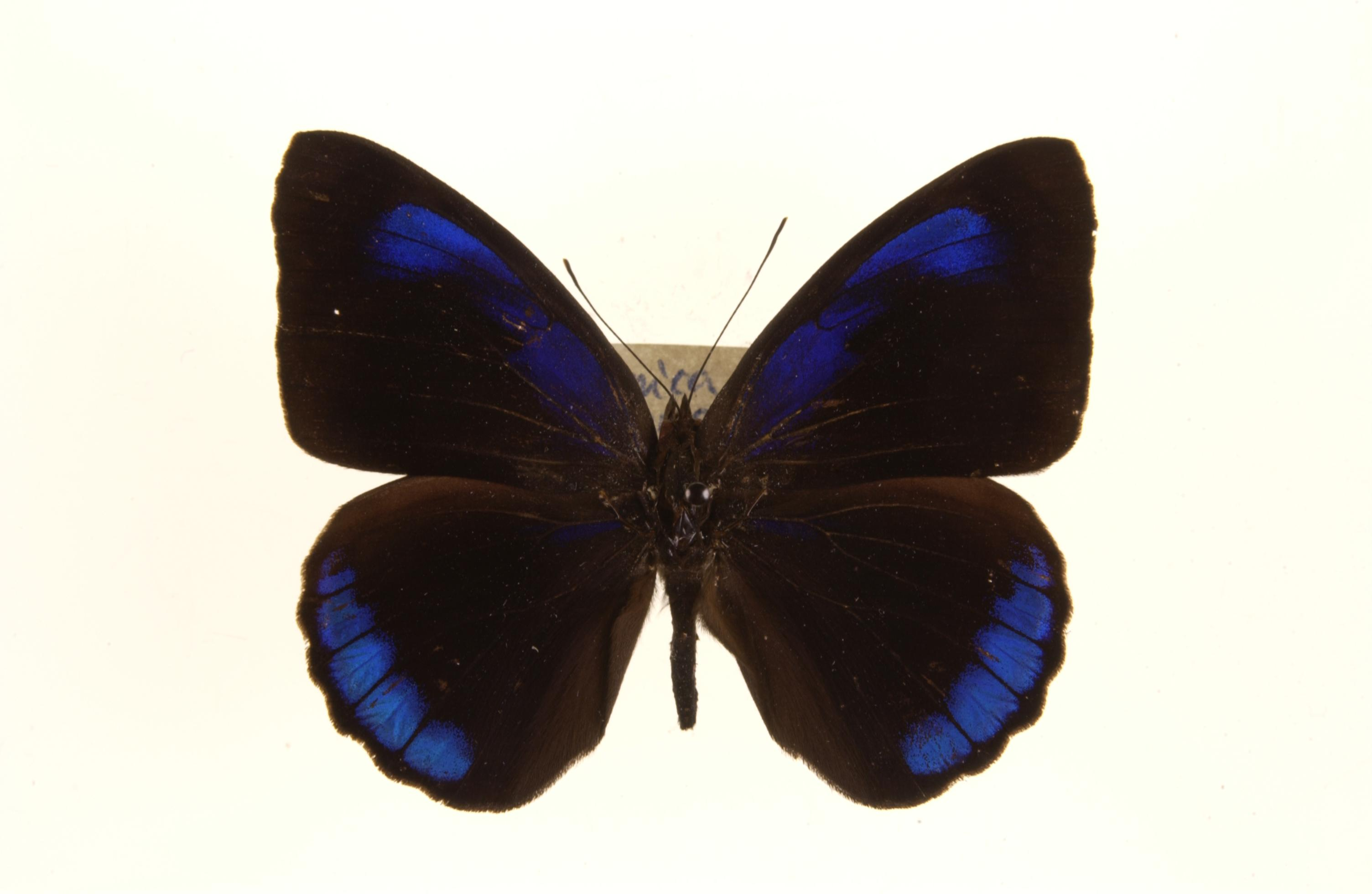
Eunica alcmena

- Eunica chlorochroa Hewitson, 1867.
- Eunica clytia (Hewitson, 1852).
- Eunica concordia (Hewitson, 1852).
- Eunica cuvierii (Godart, 1819).
- Eunica eburnea (Godart, 1819).
- Eunica elegans (Godart, 1819).
- Eunica eurota (Cramer, 1775).
- Eunica incognita (Cramer, 1775).
- Eunica ingens (Cramer, 1775).
- Eunica macris Godart.
- Eunica maja (Fabricius, 1775).
- Eunica malvina (Fabricius, 1775).
  - Eunica malvina almae
- Eunica margarita (Godart, 1824).
- Eunica marsolia Godart, 1824.
- Eunica mira Godart, 1824.
- Eunica monima (Stoll, 1782).
- Eunica mygdonia (Godart, 1824).Eunica mygdonia
- Eunica norica (Hewitson, 1852).

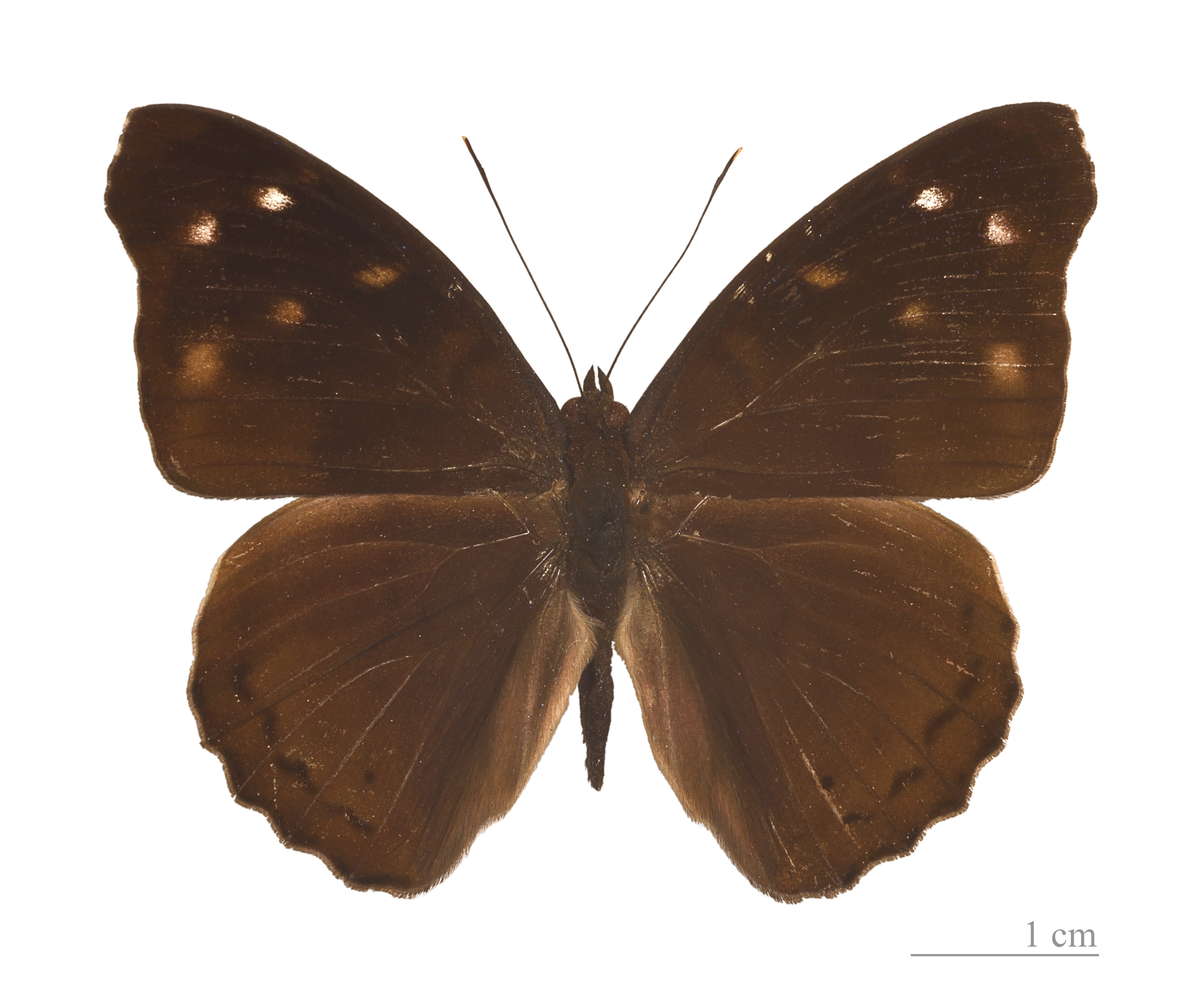
Eunica mygdonia

- Eunica olympias (C. et R. Felder, 1862).
- Eunica orphise (Cramer, 1775).
- Eunica phasis C. et R. Felder, 1862.
- Eunica pomona (C. et R. Felder, 1867).
- Eunica pusilla (C. et R. Felder, 1867).
- Eunica sophonisba (Cramer, 1780).
- Eunica sydonia (Godart, 1824).
- Eunica tatila (Herrich-Schäffer, 1855).
- Eunica taurione (Geyer, 1832).
- Eunica veronica (Geyer, 1832).
- Eunica viola (Geyer, 1832).
- Eunica volumna Godart, 1824 .